# سوق البيع من صندوق السيارة

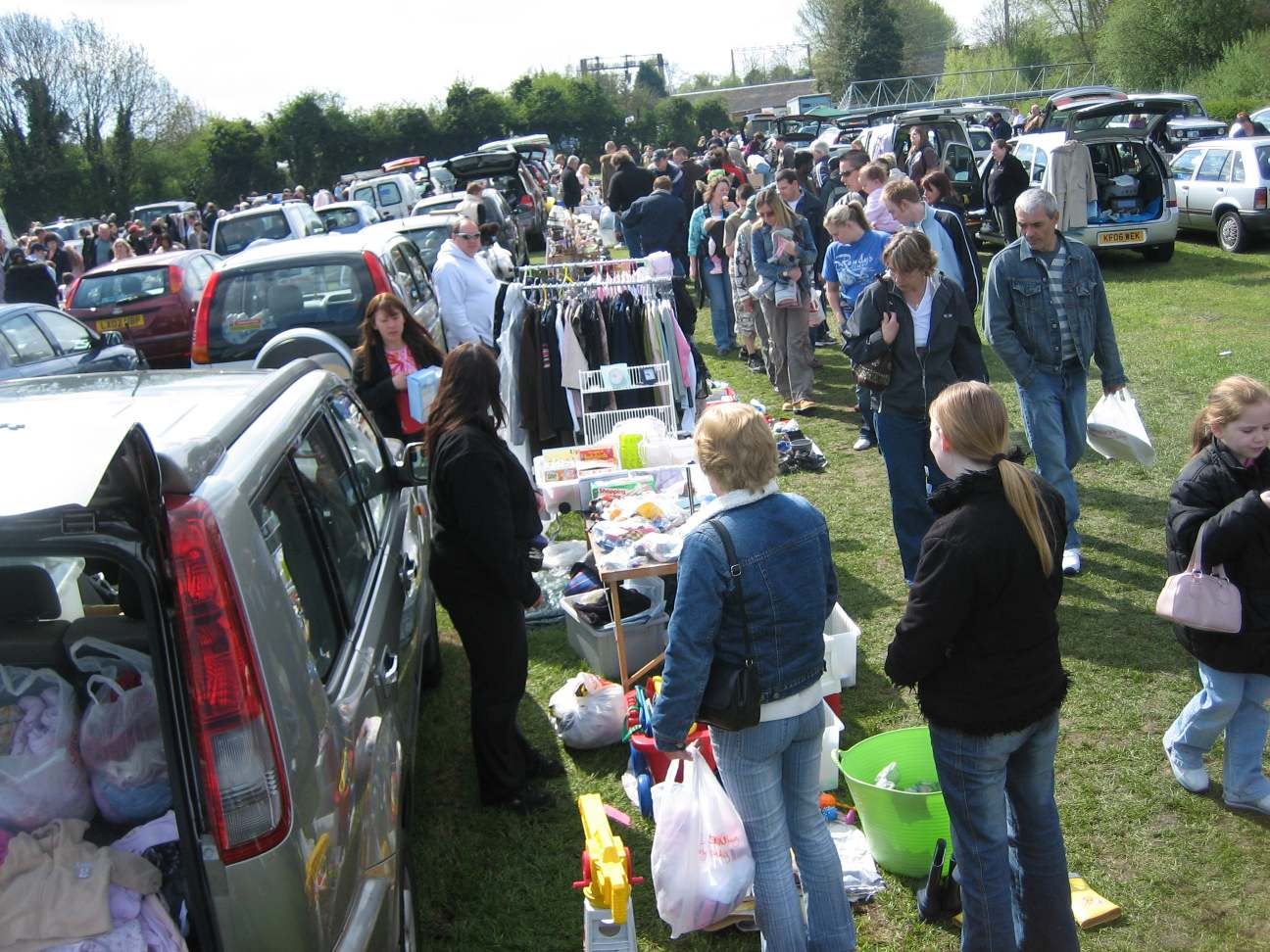
سوق للبيع من صندوق السيارة في أبسيلي، هيرتفوردشير

أسواق البيع من صندوق السيارة أو معارض البيع من حقيبة السيارة (بالإنجليزية: Car boot sale)‏ هي في الأساس شكل من أشكال السوق البريطانية التي يأتي إليها الأفراد معًا لبيع السلع المنزلية ومنتجات الحدائق.
ويشير المصطلح إلى بيع السلع من صندوق السيارة أو حقيبة الأمتعة. وعلى الرغم من أن هناك نسبة ضئيلة من البائعين بهذه الطريقة هم من الباعة المحترفين أو بالفعل يبحثون عن بضائع لبيعها، فإن السلع المعروضة للبيع في السوق غالبًا ما تكون سلعًا مستخدمة ولكنها لم تعد من الممتلكات الشخصية التي يكون الفرد بحاجة إليها. وتعد أسواق البيع من صندوق السيارة طريقةً لجمع أعداد كبيرة من الناس في مكانٍ واحد لإعادة تدوير الأدوات المنزلية المفيدة التي لم يعد أصحابها في حاجة إليها؛ وربما كان مصيرها فيما سبق سلة المهملات. وتُقام أسواق البيع من صندوق السيارة بوجهٍ عام خلال أشهر الصيف، إلا أنه في بعض المناطق بالمملكة المتحدة يتزايد الاتجاه للبيع من صندوق السيارة في أسواق داخل المنازل، وفي الأسواقٍ الخارجية القائمة طوال العام. ويمكن أن تشمل السلع المعروضة للبيع التحف والمقتنيات، أو في الواقع أي شئٍ آخر يرغب الشخص في بيعه وبالأحرى مثل سوق البراغيث. كذلك، تتسم أسواق البيع من صندوق السيارة بأنها شائعة جدًا في أجزاء من أستراليا، ولها حضور متنامٍ في وسط أوروبا.

## المواقع

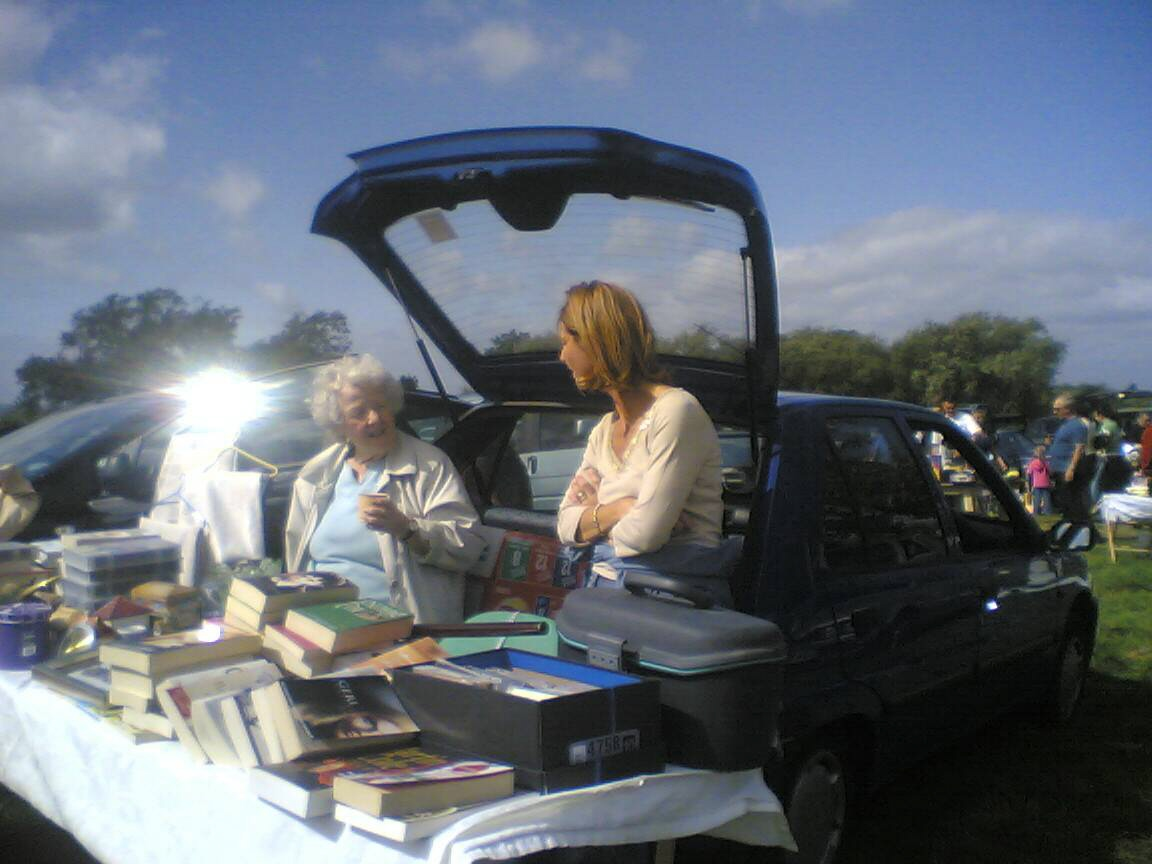
تكتسب عملية البيع من صندوق السيارة اسمها من الطريقة التي تُباع بها البضائع الموجودة في الجزء الخلفي من السيارة.

وغالبًا، وبشكلٍ غير حصري، تُقام تلك الأسواق في أفنية المدارس والمباني المجتمعية الأخرى، أو في الحقول العشبية أو في مواقف السيارات. وعادةً ما تُجرى في عطلة نهاية الأسبوع وغالبًا أيام الأحد. يدفع الباعة رسومًا رمزية مقابل المكان الخاص بهم، ويأتون ببضائعهم الموضوعة في الجزء الخلفي من السيارة الخاصة بهم؛ ومن هنا جاءت التسمية. وعادةً ما يتم تفريغ السلع ووضعها على طاولة نقالة مطوية، أو على بطانية أو قطعة من القماش، أو على الأرض. وعادةً ما يكون الدخول مجانًا لعامة الناس، إلا أنه في بعض الأحيان يدفع الزبائن رسم دخول رخيصًا. وغالبًا لا يتم الالتزام بالأوقات المعلن عنها بدقة، كما أن طبيعة المكان في حد ذاتها في كثير من الأحيان تحول تمامًا دون منع المتحمسين الباحثين عن صفقة من التجول بمجرد وصول أول صاحب بضاعة

## معلومات تاريخية
يعد الأب هاري كلارك، وهو قس كاثوليكي من ستوكبورت، أول من قدم فكرة سوق البيع من صندوق السيارة للمملكة المتحدة وذلك بعد رؤيته لحدث مماثل في كندا أثناء قضاء عطلة هناك في أوائل السبعينيات من القرن العشرين. وتُقام الآن تلك السوق بانتظام في المملكة المتحدة في نهاية كل أسبوع من العام.[بحاجة لمصدر]

## أسواق البيع من صندوق السيارة عبر الإنترنت
تم إنشاء العديد من المواقع الإلكترونية الخاصة بأسواق البيع من صندوق السيارة على شبكة الإنترنت في السنوات الأخيرة. ويميل هذا النشاط إلى أن يكون شائعًا جدًا خلال أشهر الشتاء حيث لا تقام أسواق البيع من صندوق السيارة العادية في تلك الفترة.

## البضائع

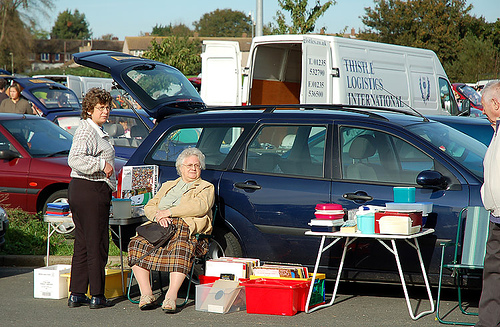

نادرًا ما يتم إعطاء ضمانات في سوق البيع من صندوق السيارة، كما لا يتم اختبار الأدوات الكهربائية في موقع البيع إلا نادرًا. وعلى الرغم من أن عملية تتبع أي بائع ليست بالسهلة، إلا أنه في المملكة المتحدة يتم إلزامهم باتباع قانون الوصف التجاري للسلع (Trade Descriptions Act).